# Nicolás Copello
Nicolás Copello (Santa Fe de la Veracruz, Argentina, 11 de febrero de 1992) es un baloncestista profesional argentino que se desempeña como escolta en Instituto de la Liga Nacional de Básquet de Argentina.

## Trayectoria

### Clubes
| Club                  | País      | Año             |
| --------------------- | --------- | --------------- |
| Boca Juniors          | Argentina | 2010 - 2011     |
| Rosario Central       | Argentina | 2011 - 2012     |
| Boca Juniors          | Argentina | 2012 - 2013     |
| Oberá                 | Argentina | 2013 - 2014     |
| Boca Juniors          | Argentina | 2014 - 2015     |
| Sanjustino            | Argentina | 2015 - 2016     |
| Salta Basket          | Argentina | 2016 - 2017     |
| Libertad de Sunchales | Argentina | 2017 - 2019     |
| Quimsa                | Argentina | 2019 - 2021     |
| Instituto             | Argentina | 2021 - 2023     |
| Minas Tênis Clube     | Brasil    | 2023            |
| Instituto             | Argentina | 2024 - Presente |

## Selección nacional
Copello jugó en los seleccionados juveniles de baloncesto de la Argentina, participando del Campeonato Sudamericano de Baloncesto Sub-17 de 2009, el Campeonato FIBA Américas Sub-18 de 2010 y el Campeonato Mundial de Baloncesto Sub-19 de 2011.
Asimismo en el año 2010 fue parte del plantel que participó del Torneo Albert Schweitzer en Mannheim, Alemania, y de los Juegos ODESUR en Medellín, Colombia.